# Mellösa kyrka
Mellösa kyrka (tidigare Lilla Mellösa kyrka) tillhör Mellösa församling i Strängnäs stift. Kyrkobyggnaden med tillhörande kyrkogård ligger omgiven av odlingsbygd, på en höjd mellan Mellösasjön i öster och Harpsundssjön i väster. I kyrkbyn finns sockenstuga, kyrkstall, skolhus och gårdar från 1700- och 1800-talet. Närmaste stad är Flen, åtta kilometer söder om Mellösa. 

## Kyrkobyggnaden
Kyrkan har ett rektangulärt långhus av medeltida ursprung, med sakristia utbyggd i norr. I öster avslutas långhuset med ett polygonformigt kor med gravkrypta, tillkommet 1761 genom donation. Västtornet byggdes till 1874 efter ritningar av Johan Fredrik Åbom.
Kyrkans sockel av gråsten har murats med breda fogar. Fasaderna är slätputsade och avfärgade i bruten vit nyans. Fönsterbågarna av gjutjärn, målade i mörkt grågrön nyans, har tillverkats vid närbelägna Hälleforsnäs bruk. Takfallen är genomgående koppartäckta. Tornets fasader kröns av en konsolfris och därpå följer tornspiran, med takkupor och längst upp ett förgyllt kors på klot.
Kyrkorummet täcks av kryssvalv från 1660-talet, med bevarat muralmåleri. Från samma period är predikstolen. Från 1700-talet är altaruppsatsen och de två anträd i handsmidd plåt som finns uppsatta på korets två pelare.

## Byggnadshistorik
Mellösa kyrka har medeltida ursprung, förmodligen uppförd på 1200-talet. Enligt uppgifter i Mellösa i Sörmland fick kyrkan sitt läge där två oxar hade släpat en stock och sedan lade sig ner. Någon gång under första hälften av 1400-talet utbyggdes sakristian. På 1660-talet byggdes långhuset ut till nuvarande bredd. Över kyrkorummet slogs kryssvalv med låga, tryckta bågar. Kyrkorummets valv och väggar dekorerades med målningar, varav stora delar finns kvar. Från senare hälften av 1700-talet är de stora likformiga fönsteröppningarna. Under samma period förstorades sakristian på norrsidan och östra sidans femsidiga kor tillkom. Fönsterbågarna av gjutjärn tillverkades omkring 1870 vid närbelägna Hälleforsnäs bruk. Västtornet i nyklassicistisk götisk stil byggdes till år 1875 av byggmästare J. Malmberg i Floda. Det är 38,6 meter högt där spiran är ca. 15 meter hög. Tornet fick även ett förgyllt kors.

## Inventarier
- Dopfunten, som är från 1100-talet, är det äldsta föremålet i kyrkan. Cuppan med flätade ringar är huggen i sandsten. Underdelen är nytillverkad. Foten är huggen av skulptör Victor Lindborg efter ritningar av arkitekt Otar Hökerberg. Ett dopfat av koppar har tillkommit 1936.
- Nuvarande predikstol skänktes till kyrkan 1666. En ny trappuppgång tillverkades 1889. Tidigare predikstol från 1400-talet finns i Tunabergs kyrka.
- Under läktaren hänger en järnkrona från medeltiden tillsammans med en järnkrona från 1600-talet.
- En förgylld paten är från 1300-talet. Ett förgyllt nattvardskärl har ett mittparti från 1400-talet.
- Altarkrucifixet var ursprungligen ett ryskt processionskrucifix från 1600-talet eller 1700-talet.

Orgel
- 1875 byggdes en orgel med 9 stämmor, 1 manual och 2 koppel av E. A. Setterquist & Son, Örebro. Setterquist hade även gett plats för en 10:e stämma om församlingen ville bekosta en sådan. Men Setterquist satte ändå in denna stämma utan ytterligare betalning. Kopplen var Octav-koppel samt Forte- och Pianokoppel. Fasaden var rikt förgylld. Orgeln kostade 4000 kr.[2]  Orgeln invigdes tillsammans med ett nybyggt torn söndagen 19 december 1875.[1]
- 1981 byggdes nuvarande orgel av Grönlunds Orgelbyggeri AB, Gammelstad.

| Man I.Huvudverk     | Man II. Svällverk | Pedal         | Koppel    |
| ------------------- | ----------------- | ------------- | --------- |
| Borduna 16'         | Rörflöjt 8'       | Subbas 16'    | II/I      |
| Principal 8'        | Salicional 8'     | Violoncell 8' | II/P      |
| Flûte harmonique 8' | Principal 4'      | Oktava 4'     | I/P       |
| Gamba 8'            | Ekoflöjt 4'       | Basun 16'     | II 16'/II |
| Oktava 4'           | Waldflöjt 2'      |               |           |
| Flûte octaviante 4' | Oboe 8'           |               |           |
| Oktava 2'           | Tremulant         |               |           |
| Mixtur 4 chor       |                   |               |           |
| Cornett 3 chor      |                   |               |           |
| Trumpet 8'          |                   |               |           |

### Webbkällor
- byggnadspresentation
- Bygdeband